# Wda (fiume)
Il Wda è un fiume che attraversa la Polonia, ha una lunghezza di 198 chilometri.